# Непрофитна организација
Термин непрофитне организације (NFPO – non-for-profit organizations) користи се као широки термин који обухвата све организације које су познате као добротворна друштва, непрофитне, невладине организације (NGOs), приватне волонтерске организације (PVOs), грађанске друштвене (CSOs), удружења грађана итд. Термин „ не-за профит" (not-for-profit) преферира уместо „ не-профит“ да би се истакао дефинишући критеријум, односно намера организације да не прави профит за приватни добитак.
Могуће је да таква организација у ствари прави профит с времена на време, али основна сврха није да било који део било ког профита иде за приватну добит. Главна разликујућа карактеристика између непрофитних и профитних организација је у томе да су прве вођене принципом не-дистрибуције дохотка, односно профита.

## Функције
Непрофитне организације обезбеђују јавна добра која влада недовољно снабдева. NPO имају широку разноликост структура и намена. За правну класификацију, међутим, постоје неки елементи од значаја:
- Управљање провизијама
- Одредбе о одговорности и ревизији
- Привремене измене статута или статута
- Одредбе за престанак субјекта
- Порески статути корпоративних и приватних донатора
- Порески статус оснивача.

Иако припадност неће утицати на правни статус, она се може узети у обзир у судском поступку као показатељ сврхе. Већина земаља има законе који регулишу оснивање и управљање невладиним организацијама и који захтевају поштовање режима корпоративног управљања. Од већине већих организација се тражи да јавно објаве своје финансијске извештаје у којима се наводе њихови приходи и расходи.
У многим аспектима, ове организације су сличне корпоративним пословним субјектима иако често постоје значајне разлике. Непрофитна и профитна правна лица морају имати чланове одбора, чланове управног одбора или поверенике који организацији дугују фидуцијарну обавезу лојалности и поверења. Значајан изузетак од овога укључује цркве, од којих се често не тражи да открију финансије, укључујући и чланове цркве.

### Обука и структура
Два главна типа непрофитних организација су чланство и само одбор. Чланска организација бира одбор и има редовне састанке и овлашћење да мења статут. Организација само са одбором типично има самоизабран одбор и чланство чија су овлашћења ограничена на оно што им је делегирао одбор. Статут потоње организације може чак навести да организација нема чланство, иако се у литератури организације њени донатори или примаоци услуга могу помињати као 'чланови'; примери таквих организација су FairVote и Национална организација за реформу закона о марихуани. Модел закона о непрофитним корпорацијама намеће многе сложености и захтеве за доношење одлука о чланству. Сходно томе, многе организације, као што је Фондација Викимедија, су формирале структуре само са одбором. Национална асоцијација парламентараца (САД) је изразила забринутост у погледу импликација овог тренда на будућност отворености, одговорности и разумевања јавног интереса у непрофитним организацијама. Конкретно, они примећују да непрофитне организације, за разлику од пословних корпорација, не подлежу тржишној дисциплини за производе и дисциплини акционара свог капитала; стога, без контроле чланства над важним одлукама као што је избор одбора, постоји мали број инхерентних заштитних механизама против злоупотребе. Супротно гледиште би могло бити да како непрофитне организације расту и траже веће донације, степен контроле се повећава, укључујући очекивања ревидираних финансијских извештаја. Даљи контрааргумент би могло бити да су NPO ограничене, својим избором правне структуре, у погледу финансијске користи што се тиче расподеле добити члановима и директорима.

### Пореско ослобођење
У многим земљама, непрофитне организације могу да поднесу захтев за статус ослобођења од пореза, тако да сама организација може бити ослобођена пореза на приход и других пореза. У Сједињеним Државама, да би била изузета од федералног пореза на доходак, организација мора да испуни услове наведене у Закону о интерним приходима (IRC). Додељивање статуса непрофитне организације врши држава, док додељивање статуса ослобођења од пореза (као што је IRC 501(c)) додељује савезна влада преко Пореске управе. То значи да све непрофитне организације не испуњавају услове да буду ослобођене пореза. На пример, запослени у непрофитним организацијама плаћају порезе из својих плата, које примају према законима земље. Невладине организације користе модел двоструког дна у смислу да је унапређење њиховог циља важније од остваривања профита, иако је обоје потребно да би се осигурала одрживост организације. Предност непрофитних организација регистрованих у УК је то што имају користи од неких олакшица и изузећа. Добротворне и непрофитне организације су изузете од пореза на добит, као и повереници који су ослобођени пореза на приход.

### Непрофитне организације социјалне заштите
У САД политичари често користе непрофитне организације „социјалног старања“ (IRS Одељак 501(c)(4)). Њихова употреба је резултирала контроверзама за политичаре као што су Квам Килпатрик и Гречен Витмер.

## Проблеми

### Оснивачeв синдром
Оснивачки синдром је проблем са којим се организације суочавају док се шире. Динамични оснивачи, који имају снажну визију како да управљају пројектом, покушавају да задрже контролу над организацијом, чак и када нови запослени или волонтери желе да прошире обим пројекта или промене политику.

#### Лоше управљање ресурсима
Лоше управљање ресурсима је посебан проблем за невладине организације, јер запослени нису одговорни никоме ко има директан удео у организацији. На пример, запослени може започети нови програм без откривања његових комплетних одговорности. Запослени може бити награђен за побољшање репутације NPO, усрећивање других запослених и привлачење нових донатора. Обавезе обећане у пуном поверењу и кредиту организације, које нигде нису забележене, представљају рачуноводствену превару. Али чак и индиректне обавезе негативно утичу на финансијску одрживост NPO, и NPO ће имати финансијских проблема уколико се не успоставе строге контроле. Неки коментатори су тврдили да примање значајних средстава од великих профитних корпорација може на крају да промени функције NPO. Честа мера ефикасности NPO је њен коефицијент трошкова (тј. издаци за ствари које нису програми, подељени са укупним расходима).

### Такмичење за таленат
Конкуренција запослених у јавном и приватном сектору је још један проблем са којим се непрофитне организације неизбежно суочавају, посебно на руководећим позицијама. Постоје извештаји о великом недостатку талената у непрофитном сектору данас у погледу тек дипломираних радника, а невладине организације су дуго третирале запошљавање као секундарни приоритет, што би могао бити разлог зашто се налазе у независној позицији. Док су многе етаблиране невладине организације добро финансиране и упоредиве са својим конкурентима у јавном сектору, многе од њих су независне и морају бити креативне са којим подстицајима да привуку и задрже вибрантне личности. Почетни интерес за многе је пакет надокнаде, иако су многи који су анкетирани након што су напустили NPO изјавили да су их стресно радно окружење и неумољив рад отерали.
Запошљавање у јавном и приватном сектору је, углавном, могло да понуди више својим запосленима од већине непрофитних агенција током историје. Било у виду већих плата, свеобухватнијих пакета бенефиција или мање заморног посла, јавни и приватни сектор су уживали предност у привлачењу запослених у односу на невладине организације. Традиционално, NPO је привлачио појединце вођене мисијом који желе да помогну њиховом одабраном циљу. Проблем је још већи зато што неке невладине организације не раде на сличан начин као већина предузећа, или само сезонски. Ово доводи до тога да се многи млади и ентузијастични радници одрекну невладиних организација у корист стабилнијег запошљавања. Данас, међутим, непрофитне организације усвајају методе које користе њихови конкуренти и проналазе нова средства да задрже своје запослене и привуку најбоље од новоформиране радне снаге.
Споменуто је да већина непрофитних организација никада неће моћи да се изједначи са платама у приватном сектору и стога би требало да усредсреде своју пажњу на пакете бенефиција, подстицаје и имплементацију пријатног радног окружења. Добро окружење је више рангирано од плате и притиска посла. NPO се подстичу да плате онолико колико су у могућности и нуде радно окружење са ниским стресом са којим се запослени могу позитивно повезати. Други подстицаји које би требало применити су издашне накнаде за годишњи одмор или флексибилно радно време.

## Реферфенце
1. ↑  Ciconte, Barbara L.; Jacob, Jeanne (2009). Fundraising Basics: A Complete Guide. Burlington, Massachusetts: Jones & Bartlett Learning. ISBN 9780763746667.
2. ↑  „System of National Accounts (UN)” (PDF). Unstats.un.org. Архивирано из оригинала (PDF) 17. 10. 2013. г. Приступљено 16. 10. 2013.
3. ↑   Weisbrod, Burton, 1977. The Voluntary Nonprofit Sector: An Economic Analysis, Lexington Books, New York.
4. ↑  Ansberger, Paul (2008). „A History of the Tax-Exempt Sector: An SOI Perspective” (PDF). Statistics of Income Bulletin. Winter 2008: 105—135. Архивирано (PDF) из оригинала 20. 3. 2021. г. Приступљено 23. 9. 2020 — преко IRS.
5. ↑  FairVote – Board of Directors Архивирано 30 октобар 2008 на сајту .
6. ↑  FairVote – FAQs Архивирано 23 октобар 2008 на сајту .
7. ↑  NORML Board of Directors – NORML Архивирано 30 октобар 2008 на сајту .
8. ↑  How to Convert Taxes into Profits: Professional Guide for Non Profit Organizations. International Business Publications. 20. 3. 2009. стр. 12. ISBN 9781438722160. Приступљено 28. 10. 2014.[мртва веза]
9. ↑  „Bylaws”. Wikimedia Foundation. 14. 7. 2010. Архивирано из оригинала 23. 1. 2008. г. Приступљено 31. 7. 2010.
10. ↑  Malamut, Michael E.; Blach, Thomas J. (2008). „ABA Code Revision Raises Concerns for Democracy and Parliamentary Law in Nonprofits”. 69 (1). National Parliamentarian,.
11. ↑  Charity on Trial: What You Need to Know Before You Give. 2007. ISBN 1-56980-301-3. / Doug White .
12. ↑  „SSRN-Voluntary Disclosure in Nonprofit Organizations: an Exploratory Study by Bruce Behn, Delwyn DeVries, Jing Lin”. Архивирано из оригинала 20. 03. 2021. г. Приступљено 13. 04. 2023..
13. ↑  „Applying for Exemption – Difference Between Nonprofit and Tax-Exempt Status”. Irs.gov. Архивирано из оригинала 16. 10. 2012. г. Приступљено 18. 10. 2012.
14. ↑  The Nonprofit Handbook: Everything You Need to Know to Start and Run Your Nonprofit Organization (Paperback), Gary M. Grobman, White Hat Communications, 2008.
15. ↑  „not-for-profit – definition of not-for-profit in English from the Oxford dictionary”. Архивирано из оригинала 20. 3. 2021. г. Приступљено 14. 5. 2015.
16. ↑  UK, Government (12. 10. 2020). „Charities and tax”.
17. ↑  Paul Egan (14. 5. 2021). „Gov. Whitmer discloses cost of trip to visit her father and how it was paid for”. Detroit Free Press. Приступљено 19. 5. 2021. „incorporated in 2018 under Section 501(c)(4) of the Internal Revenue Code, state records show. Such "social welfare" nonprofit funds are commonly used by state and local officeholders but have been the source of past controversies, notably for former Detroit Mayor Kwame Kilpatrick”
18. ↑  Block, Stephen R.; Rosenberg, Steven (лето 2002). „Toward and Understanding of Founder's Syndrome”. Nonprofit Management & Leadership. 12 (4): 353. doi:10.1002/nml.12403.
19. ↑  Audit Guide for Small Nonprofit Organizations. Архивирано из оригинала 4. 1. 2011. г. Приступљено 21. 7. 2010.
20. ↑  Edwards, M.; Hulme, D., ур. (2002). „NGO Performance and Accountability: Introduction and Overview (Chapter 11)”. The Earthscan Reader on NGO Management. UK: Earthscan Publications Ltd.
21. ↑  Chertavian, G. (март 2013). „Nonprofits Need to Compete for Top Talent”. Harvard Business Review. Архивирано из оригинала 20. 3. 2021. г. Приступљено 10. 12. 2014.
22. 1 2  Maw, Liz (9. 7. 2014). „Winning the Talent Game”. Stanford Social Innovation Review. Архивирано из оригинала 7. 8. 2018. г. Приступљено 6. 8. 2018.
23. ↑  Becchetti, Leonardo; Castriota, Stefano; Depedri, Sara (1. 8. 2014). „Working in the for-profit versus not-for-profit sector: what difference does it make? An inquiry on preferences of voluntary and involuntary movers”. Industrial and Corporate Change. 23 (4): 1087—1120. doi:10.1093/icc/dtt044 . Архивирано из оригинала 20. 3. 2021. г. Приступљено 28. 3. 2018.
24. ↑  Cohen, R. (21. 6. 2010). „Nonprofit Salaries: Achieving Parity with the Private Sector”. Nonprofit Quarterly. Архивирано из оригинала 11. 12. 2014. г. Приступљено 10. 12. 2014.
25. ↑  Coffman, S. (23. 12. 2002). „Nonprofits Can Compete with Employee Benefits”. Columbus Business First. Архивирано из оригинала 20. 3. 2021. г. Приступљено 10. 12. 2014.
26. ↑  Fox, T. (18. 3. 2014). „How to Compete with the Private Sector for Young Workers”. The Washington Post. Архивирано из оригинала 20. 3. 2021. г. Приступљено 6. 9. 2017.